# SerialPod
SerialPod byla americká rocková superskupina. Členové tria byli dva členové skupiny Phish Trey Anastasio a Mike Gordon a dřívější bubeník skupiny Grateful Dead Bill Kreutzmann.